# Nanyangosaurus
Nanyangosaurus là một chi khủng long, được Xu X. Zhao X. Lü Huang W. Li Z. Y. & Dong mô tả khoa học năm 2000.